# Cryptoperla ishigakiensis
Cryptoperla ishigakiensis is een steenvlieg uit de familie Peltoperlidae. De wetenschappelijke naam van de soort is voor het eerst geldig gepubliceerd in 1968 door Kawai.